# Solenodon marcanoi
A Solenodon marcanoi az emlősök (Mammalia) osztályának Eulipotyphla rendjébe, ezen belül a patkányvakondfélék (Solenodontidae) családjába tartozó kihalt faj.

## Tudnivalók
A Solenodon marcanoi egykoron a Hispaniola nevű szigeten fordult elő. Manapság csak csontvázak alapján ismerjük, azonban az ideérkező első európaiak valószínűleg élve is láthatták. Az állat valószínűleg a vadászat miatt, a kutyák áldozataként és/vagy a szigetre behurcolt patkányokkal (Rattus) való versengés következtében pusztulhatott ki; körülbelül az 1500-as években.
Ez a patkányvakondfaj kisebb méretű volt, mint a ma még létező két rokona, azaz a haiti patkányvakond (Solenodon paradoxus) és a kubai patkányvakond (Solenodon cubanus). Megjelenésben és életmódban a mai fajokra hasonlíthatott, vagyis a hosszúkás, vékony orrával éjszaka az avarban kereshette táplálékát, a rovarokat és egyéb gerincteleneket. Feltételezhetően a Solenodon marcanoinak is mérgező nyála volt.

### Fordítás
- Ez a szócikk részben vagy egészben  a   Marcano's solenodon című angol Wikipédia-szócikk ezen változatának fordításán alapul.  Az eredeti cikk szerkesztőit annak laptörténete sorolja fel. Ez a jelzés csupán a megfogalmazás eredetét és a szerzői jogokat jelzi, nem szolgál a cikkben szereplő információk forrásmegjelöléseként.